# By Fire and Water
By Fire and Water è un cortometraggio muto del 1913 sceneggiato e diretto da Ashley Miller.

## Produzione
Il film fu prodotto dalla Edison Company.

## Distribuzione
Distribuito dalla General Film Company, il film - un cortometraggio in una bobina - uscì nelle sale cinematografiche degli Stati Uniti il 9 agosto 1913.